# Loopvogels
De loopvogels (Ratites) vormen een groep niet-vliegende vogels, die verwant is aan de tinamoes. 
De groep bevat de volgende ordes:
- Struthioniformes (Struisvogels)
- Rheiformes (Nandoes)
- Casuariiformes (Kasuarissen en emoes)
- Apterygiformes (Kiwi's)

Door sommigen worden alle ordes als één orde, Struthioniformes, beschouwd. Het is nog niet met volledige zekerheid bekend of de loopvogels daadwerkelijk een afzonderlijke groep vormen, die dan moet ontstaan zijn in de tijd dat Gondwanaland nog een geheel was, of dat ze onafhankelijk van elkaar via een proces van convergente evolutie zijn ontstaan.
De DNA-resultaten van Hackett et al. van 2008 bevestigen de eenheid van de groep en plaatsen zelfs de tinamoes midden in deze orde. Hoe dat precies te rijmen valt met het vliegvermogen van de tinamoes en het -onvermogen van de andere groepen is niet helemaal duidelijk.
Tot deze groep behoren de grootste en zwaarste nog levende vogelsoorten. Een aantal nog grotere verwante vormen is in historische tijden uitgestorven: de olifantsvogel (Aepyornis) uit Madagaskar en de moa's uit Nieuw-Zeeland.
De naam loopvogel wordt ook wel in het algemeen gebruikt voor vogels die niet kunnen vliegen. Voorbeelden zijn de Dromornis uit Australië (verwant aan de eenden), de uitgestorven dodo, die wel een loopvogel was omdat hij niet kon vliegen, maar biologisch gezien tot de duifachtigen behoorde, en de pinguïns, die ook niet kunnen vliegen, maar tot de orde van niet-vliegende zeevogels behoren. 
De olifantsvogel, of wellicht Dromornis, was de zwaarste vogel die ooit heeft geleefd.